# Dragovci
Dragovci – wieś w Chorwacji, w żupanii brodzko-posawskiej, w gminie Nova Kapela. W 2011 roku liczyła 362 mieszkańców.